# Eusirus longipes
Eusirus longipes is een vlokreeftensoort uit de familie van de Eusiridae. De wetenschappelijke naam van de soort is voor het eerst geldig gepubliceerd in 1861 door Boeck.